# Affari a tutti i costi
Affari a tutti i costi (Storage Hunters) è una serie televisiva statunitense di genere reality, trasmessa a partire dal 21 Giugno 2011 su truTV. In Italia viene trasmessa su DMAX.

## Trama
Il programma mostra il banditore Sean Kelly assieme ai compratori Brandon e Lori Bernier, i Taylor Brothers, Jesse McClure, Tarrell "T-Money" Wright, Ron "Papa Bear" Kirkpatrick, Kashuna, Wade, FJ, Gary "Goal Machine" Madine, Scott e Chrissy Tassone, i fratelli Alvardo, "Desert Dan", Mone Smith, Will e Nick Eastwood, Soccer Mom. La serie è stata annullata al termine della 3ª stagione. 
Rispetto ad altre serie simili, basate sullo stesso soggetto, in questo programma sono presenti alcune anomalie: 1) le aste avvengono in località sempre diverse, ma il banditore è sempre lo stesso e accompagna un gruppo di compratori sempre uguale 2) il banditore partecipa all'ispezione dei box venduti insieme all'acquirente 3) si ripetono situazioni esasperatamente conflittuali tra i partecipanti alle aste, con atteggiamenti enfatici, provocazioni, insulti e accenni di rissa 4) i partecipanti alle aste alternano in modo disorganico alleanze od ostilità tra loro. Queste anomalie mettono in dubbio l'autenticità delle situazioni mostrate, in favore di una rappresentazione recitata e spettacolarizzata.

## Episodi
| Stagione         | Episodi | Prima TV USA |
| ---------------- | ------- | ------------ |
| Prima stagione   | 23      | 2011         |
| Seconda stagione | 24      | 2012         |
| Terza stagione   | 24      | 2013         |

## Programmi Simili
- Container Wars
- Affare fatto
- Affari al buio